# 2,4-Dinitrotoluène

Le 2,4-dinitrotoluène (2,4-DNT) est l'isomère ortho-para du dinitrotoluène. C'est un composé explosif de formule chimique C7H6N2O4. Il est synthétisé par une double nitration à partir du toluène (C6H5CH3), et est un des produits intermédiaires obtenus lors de la synthèse du trinitrotoluène, ou TNT.

## Synthèse
Le 2,4-dinitrotoluène peut être synthétisé par nitration de l'isomère para (4-nitrotoluène) ou ortho (2-nitrotoluène) du nitrotoluène. Dans les deux cas, il y a production d'autres isomères du dinitrotoluène.